# Чагатай, Саадет Исхаки
Саадет Исхаки Чагатай (27 июля 1907, Казань, Российская империя — 24 июня 1989, Анкара, Турция) — турецкий историк, тюрколог, писательница татарского происхождения, доктор филологии (1933), дочь Гаяза Исхаки, супруга Тахира Чагатая, в эмиграции в Германии, с 1939 г. в Турции, профессор Анкарского университета (с 1941).

## Биография
Родилась в 1907 году в Казани в семье общественного деятеля и писателя Гаяза Исхаки. По национальности татарка. С отцом эмигрировали после Октябрьской революции в Европу. Изучала философию и тюркологию в Берлинском университете. В период учебы в университете Саадат знакомится с тюркологическими исследованиями немецких, венгерских, польских и других европейских авторов, написавших фундаментальные исследования по тюркским народам России.
С 1939 года работала на историко-географическом факультете университета в Анкаре. Первая ее исследовательская работа, опубликованная в научном журнале Краковского университета в 1935 году, была посвящена эпической песне «Нарик улу Чора», широко известной среди ногайцев, татар, кумыков, карачаевцев и балкарцев. Впоследствии наиболее полно сохранившийся текст песни был записан доктором исторических наук З. Б. Кипкеевой в карачаево-балкарской диаспоре, проживающей в Турции .
Последующие исследования были посвящены памятникам тюркского мира, как фольклорным, так и литературным. С 1928 по 1939 гг., проживая в Варшаве и Берлине, Саадат помогала отцу в издании журнала “Yanga Milli Yul” («Новый путь народа»). Опыт журналистской деятельности пригодился ей впоследствии, когда она знакомилась с культурой тюркских народов непосредственно через их носителей.
Можно предположить, что в период обучения в Европе она познакомилась с балкарцами-эмигрантами, участниками белого движения, активно сотрудничавшими в эмигрантской периодике — Мамгомедгерием Суюнчевым и Таусолтаном Шакмановым.
Интеллигенция тюркских народов России накануне революции была объединена идеями крымскотатарского ученого и литератора Исмаилбея Гаспринского, основным девизом деятельности которого было «Тильде, ишде, фикирде бирлик» – «Единство в языке, вере и делах». Именно этим девизом были вдохновлены и татарские ученые, которые сделали в Турции видную научную карьеру и внесли большой вклад в развитие мировой тюркологии. Речь идет о трудах представителей татарской эмиграции первой волны Ахмет-Заки Валиди (Валиди-Тоган), Саадат Чагатай, Тахир Чагатай (супруг Саадат), Агдес Нигмат-Курат, Рашит Рахмати Арат и др.
Умерла 27 июня 1989 году в Анкаре.

## Семья
Состояла в браке с Тахир Чагатайом.

## Литературное творчество
Ученый-фольклорист Махмуд Дудов оказался в диаспоре после фашистского плена. Знакомству его с Саадат Чагатай способствовал, скорее всего, Таусултан Шакманов, как близкий знакомый ее отца. В конце 40-х – начале 50-х начинается совместное научное сотрудничество Саадат Чагатай и Махмуда Дудова (псевдонимы – Асланбек, Рамазан Карча и др.) Об этом свидетельствует и ее работа, посвященная карачаево-балкарскому фольклору, – “Karacayca birkac metin” – “Несколько статей о карачаевском (фольклоре)” .
Приступая к анализу фольклорных произведений, Саадат Чагатай пишет об их источнике: «Предлагаемая вашему вниманию работа внимательно записана из уст представителя мультежи (так называли в Турции перемещенных лиц периода Второй мировой войны) Рамазан Наип Карачая (один из псевдонимов Махмуда Дудова). Тексты переведены на турецкий язык. Кроме одной песни (“Турчу, Аубекир” – “Вставай, Аубекир”), автор которой установлен, все представленные – из устной народной поэзии…» .
Благодаря данной публикации, нам становится известно имя автора (Блимготов Ахмат) широко популярной в 1930-е годы антибольшевистской песни-протеста, ставшей гимном для участников сопротивления Советской власти в Карачае и Балкарии. Далее ученый характеризует карачаевские и балкарские исторические песни как типологическую разновидность эпики Кавказа, о чем свидетельствуют, на ее взгляд, выбранные для анализа песни «Ачемез» и «Чёпеллеу». Автор подчеркивает также близость карачаевского и балкарского народов к кумыкам, она их представляет как носителей общей тюркской эпической традиции. Исследователь указывает также и на этнокультурное родство карачаевцев и балкарцев с крымскими татарами.

## Произведения
- Denominale Verbbildungen in den Türkspachen (Dissertation), Roma, 1953
- Türk Lehçeleri Örnekleri VIII. yüzyıldan XVIII. yüzyıla kadar Yazı Dili, Ankara Üniversitesi Dil ve Tarih Coğrafya Fakültesi Yayınları, Ankara, 1977, 3. baskı, 370 sayfa
- Altun Yaruk'tan İki Parça, Ankara, Türk Tarih Kurumu Basımevi, 1945
- Kazakça Metinler, Ankara: Türk Tarih Kurumu Basımevi, 1961